# Matti Pauna
Matti Pauna, född 16 februari 1960 i Sundsvall, är en svensk före detta ishockeytränare och ishockeyspelare. Han har finskt påbrå och är äldre bror till ishockeyspelaren Mikael Pauna.
Matti Pauna startade sin elitkarriär i Timrå IK och var med att vinna titlar med Småkronorna och Juniorkronorna. Han flyttade sen till IF Björklöven där han vann sitt första SM-guld 1987. Han ingick i den ambitiösa satsningen som Percy Nilsson gjorde med Malmö IF. Denna elitsatsning gav ett nytt SM-guld till Matti Pauna 1992.
Han spelade 76 landskamper med Tre kronor och deltog i VM i ishockey 1987 där Sverige blev världsmästare. Han har Stora Grabbars Märke nummer 140 i ishockey och en kopia av Svenska Dagbladets guldmedalj.
Matti Pauna har varit tränare och under några år, spelande tränare för Limhamn Limeburners HC. I dag, avseende säsongen 2016/2017, är Matti Pauna tränare för A-laget i Lund Giants HC.

## Meriter
- VM-guld 1987
- VM-silver 1986
- VM-sexa 1985
- Junior 18 EM-brons 1978
- Junior 20 VM-brons 1980
- SM-guld 1987, 1992
- kopia av Svenska Dagbladets guldmedalj 1987

## Klubbar
- Timrå IK 1976-1980 Division 1/Elitserien
- MODO Hockey 1980-1981 Elitserien
- Timrå IK 1981-1983 Elitserien
- IF Björklöven 1983-1988 Elitserien
- Malmö Redhawks 1988-1993 Division 1/Elitserien
- IK Pantern 1992-1994 Division 1
- Limhamn Limeburners HC 1998-2000 Division 2/Division 1